# Geranium holm-nielsenii
Geranium holm-nielsenii là một loài thực vật thuộc họ Geraniaceae. Đây là loài đặc hữu của Ecuador. Môi trường sống tự nhiên của chúng là đồng cỏ nhiệt đới hoặc cận nhiệt đới vùng đất cao.